# Веза
Веза (рум. Veza) — село у повіті Алба в Румунії. Адміністративно підпорядковане місту Блаж.
Село розташоване на відстані 256 км на північний захід від Бухареста, 28 км на схід від Алба-Юлії, 72 км на південь від Клуж-Напоки, 142 км на північний захід від Брашова.

## Населення
За даними перепису населення 2002 року у селі проживали 1576 осіб.
Національний склад населення села:
| Національність | Кількість осіб | Відсоток |
| -------------- | -------------- | -------- |
| румуни         | 1308           | 83,0%    |
| цигани         | 244            | 15,5%    |
| угорці         | 21             | 1,3%     |

Рідною мовою назвали:
| Мова      | Кількість осіб | Відсоток |
| --------- | -------------- | -------- |
| румунська | 1552           | 98,5%    |
| угорська  | 19             | 1,2%     |